# Лі Бін
Лі Бін (кит.: 黎兵, нар. 16 березня 1969, Ґуйчжоу) — китайський футболіст, що грав на позиції нападника, зокрема за «Ляонін Хувін», а також національну збірну Китаю. По завершенні ігрової кар'єри — тренер.

## Клубна кар'єра
У дорослому футболі дебютував 1990 року виступами за команду «Ляонін Хувін», в якій провів п'ять сезонів. За цей час чотири рази виборював титул чемпіона Китаю, а 1990 року ставав володарем Азійського кубка чемпіонів.
Згодом з 1995 по 1999 рік грав за «Гуандун Хуньюань» і «Сичуань Цюаньсин», після чого на правах оренди перейшов до німецького «Кікерс» (Оффенбах).
У Німеччині заграти не зумів і за рік повернувся на батьківщину. Завершував ігрову кар'єру у складі «Сичуань Дахе», за який виступав протягом 2000—2002 років.

## Виступи за збірні
1989 року захищав кольори олімпійської збірної Китаю.
1992 року дебютував в офіційних матчах у складі національної збірної Китаю. У складі збірної був учасником кубка Азії з футболу 1992 року в Японії, на якому команда здобула бронзові нагороди, а також кубка Азії з футболу 1996 року в ОАЕ.
Загалом протягом десятирічної кар'єри в національній команді провів у її формі 69 матчів, забивши 21 гол.

## Кар'єра тренера
Розпочав тренерську кар'єру, повернувшись до футболу після невеликої перерви, 2007 року, очоливши тренерський штаб клубу «Ченду Блейдс».
Протягом 2010-х тренував юнацькі збірні Китаю, а також активно працював на клубному рівні. Тренував «Гуанчжоу Евергранд», «Гуйчжоу Чжичен» та «Сичуань Лонгфор».

## Титули і досягнення
- Чемпіон Китаю (4):

«Ляонін Хувін»: 1990, 1991, 1992, 1993
- Володар Азійського кубка чемпіонів (1):

«Ляонін Хувін»: 1989–1990
- Бронзовий призер Кубка Азії: 1992
- Срібний призер Азійських ігор: 1994